# 誘惑されて棄てられて
『誘惑されて棄てられて』（ゆうわくされてすてられて、伊語Sedotta e abbandonata）は、ピエトロ・ジェルミ監督による1964年製作のイタリア・フランス合作映画である。「イタリア式コメディ」を代表する作品のひとつである。仏題はSéduite et abandonnéeである。

## 概要
本作は、有名な炭鉱夫ヴィンチェンツォ・アスカローネの娘、アニェーゼ・アスカローネの話であり、シチリアのちいさな町を舞台に、ジェルミの前作『イタリア式離婚狂想曲』のような映画である。
アニェーゼは姉マティルドの婚約者に誘惑され、逢う約束をしたが、父と母だけに告白して後悔しようとしている。父ヴィンチェンツォは即座にペッピーノ・カリファーノという男に、娘と結婚するように依頼し、気まぐれな行動を起こす。本作は、シチリアの社会慣習と名誉法を暗に風刺しており、『イタリア式離婚狂想曲』にとても似ている。

## キャスト
- ステファニア・サンドレッリ：アニェーゼ・アスカローネ
- サーロ・ウルツィ（イタリア語版）：ヴィンチェンツォ・アスカローネ
- パオラ・ビッジョ：マティルド・アスカローネ
- アルド・プリージ（イタリア語版）：ペッピーノ・カリファーノ
- ランド・ブッツァンカ（イタリア語版）：アントニオ・アスカローネ